# بریانا دکر
بریانا دکر (انگلیسی: Brianna Decker؛ زادهٔ ۱۳ مهٔ ۱۹۹۱) بازیکن هاکی روی یخ اهل ایالات متحده آمریکا است.